# Elliot Page
Elliot Page (tên khai sinh Ellen Philpotts-Page, sinh 21 tháng 2 năm 1987),  là một diễn viên người Canada. Page nhận được đề cử cả hai giải là Golden Globe và Academy Award cho hạng mục nữ diễn viên chính xuất sắc nhất với vai trò của nhân vật chính trong phim Juno.
Anh cũng được biết đến với vai diễn là diễn viên chính trong Hard Candy, Smart People, Whip It, Juno, và Katherine "Kitty" Pryde trong X-Men: The Last Stand. Anh cũng nhận được sự chú ý với tư cách người Canada bản xứ để trao giải thưởng vai trò trong Pit Pony và Marion Bridge, cũng như các show truyền hình Trailer Park Boys và ReGenesis.
Năm 2008, Page đã được đề cử bởi Time's cho danh sách 100 người có ảnh hưởng nhất  và đứng thứ 86 ở Danh sách phụ nữ gợi cảm nhất trên thế giới của tạp chí FHM. Trong tháng 6 năm 2008, Page được tạp chí Entertainment Weekly's đề cử là một trong những diễn viên có triển vọng trở thành ngôi sao hạng A trong tương lai.
Năm 2020, Page công bố mình là người chuyển giới nam cùng với tên mới Elliot Page.

## Thuở nhỏ
Page được sinh ra và lớn lên ở Halifax, Nova Scotia, Canada, con gái của Martha Philpotts, một giáo viên, và Dennis Page, một nhà thiết kế đồ họa. Anh theo học ở Halifax Grammar School cho đến lớp 10, rồi học một thời gian ngắn tại trường Trung học Queen Elizabeth, và tốt nghiệp tại trường Shambhala năm 2005. Anh cũng dành 2 năm ở Toronto, Ontario để theo học Chương trình tương tác tại Vaughan Road Academy cùng với người bạn thân và người bạn diễn người Canada Mark Rendall. Lớn lên, Page thích đóng vai hành động và trèo cây.

## Sự nghiệp

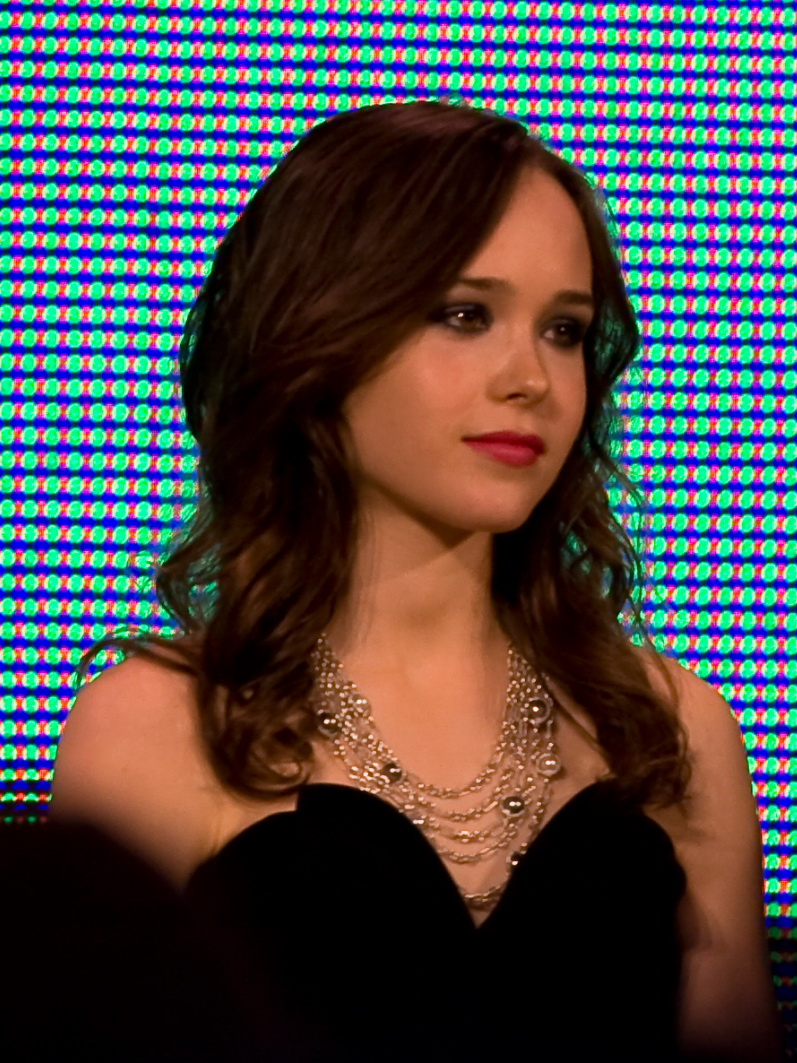
Page tại 2009 Toronto International Film Festival

Page bắt đầu diễn xuất khi 10 tuổi, xuất hiện trong phim Pit Pony. Từ đó anh tham gia trong một số bộ phim nhỏ của Canada và đặc biệt là phim truyền hình - trò chơi Treena Lahey trong Season 2 Trailer Park Boys. Ở tuổi 16, anh được đóng một phim độc lập châu Âu, Mouth to Mouth. Page đóng vai chính trong bộ phim 2005 Hard Candy, và được ngợi khen là "một trong những màn trình diễn phức tạp nhất, đáng lo ngại và đầy ám ảnh của năm". Anh cũng xuất hiện trong X-Men: The Last Stand vai Kitty Pryde (Shadowcat), một cô gái có thể đi bộ xuyên qua bức tường. Trong X-Men phim trước đó, vai này đã được đóng bởi các nữ diễn viên khác, nhưng chưa bao giờ là một nhân vật chính. Như tên ký tự các ngôi sao của Juno, Page giành được khen ngợi đáng kể; A. O. Scott của New York Times anh được chú ý như "tài năng đáng kinh ngạc"  và Roger Ebert nói, "Has there been a better performance this year than Ellen Page's creation of Juno? I do not think so" ("Có sự thể hiện nào tốt hơn trong năm nay so với sáng tạo của Juno Ellen Page không? Tôi không nghĩ vậy"). Page được đề cử với một Giải Oscar cho nữ diễn viên chính xuất sắc nhất cho tài năng trong phim Juno, nhưng anh đã thua Marion Cotillard trong phim La Vie En Rose. Tuy nhiên, với vai diễn của mình, anh giành được nhiều giải thưởng, bao gồm một Canadian Comedy Award, Giải Tinh thần độc lập, và Satellite Award. Page đóng vai chính trong Smart People, được chiếu tại Liên hoan phim Sundance năm 2008 và được phát hành rộng rãi vào ngày 11 tháng 4 2008. Mặc dù phát hành sau Juno, Smart People không mấy thành công.. Anh còn góp mặt trong các phim khác, bao gồm An American Crime, được chiếu ở Liên hoan phim Sundance 2007; The Tracey Fragments, được phát hành vào tháng 11 năm 2007 tại Canada và tháng 5 năm 2008 tại Hoa Kỳ.; và The Stone Angel.

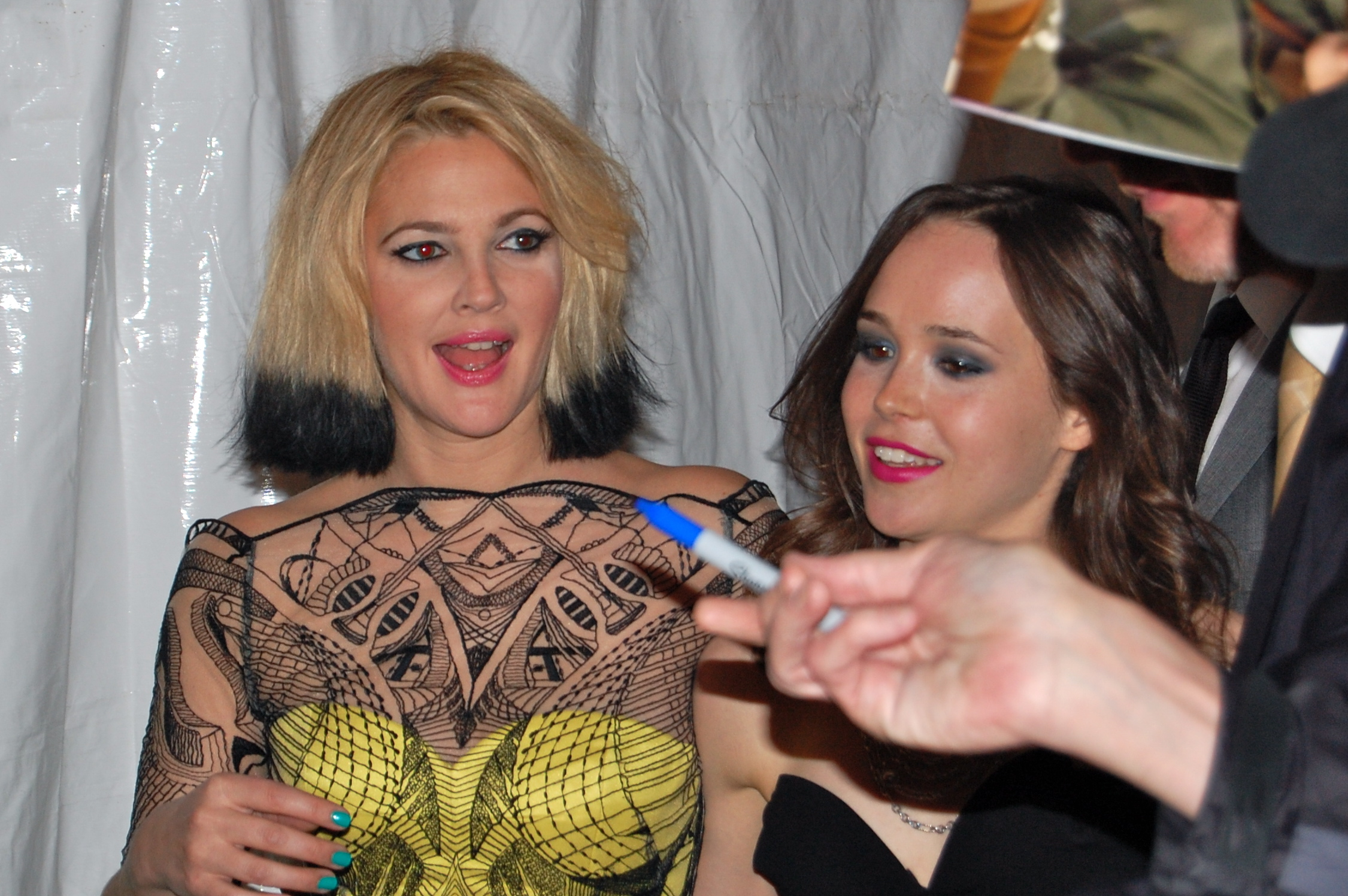
Page cùng với ngôi sao và đạo diễn Drew Barrymore ở buổi công chiếu phim của họ Whip It vào 13 tháng 9 năm 2009

Anh tham gia trong phim của Michael Lander Peacock, đối đầu với Cillian Murphy, Susan Sarandon, Bill Pullman và Josh Lucas, phát hành vào năm 2009. Page tham gia bộ phim đầu tay của nữ đạo diễn Drew Barrymore, Whip It bên cạnh Juliette Lewis, Marcia Gay Harden, Drew Barrymore, và Kristen Wiig. Bộ phim công chiếu tại hoan phim quốc tế Toronto 2009 và phát hành rộng rãi vào ngày 2 tháng 10 năm 2009. Trong tháng 8 năm 2009 Page bắt đầu tham gia phim kinh dị Inception, một bộ phim được đạo diễn bởi Christopher Nolan và ngôi sao Leonardo DiCaprio, Marion Cotillard, Joseph Gordon-Levitt và Ken Watanabe..
Page kết hợp tốt với các nhân vật của Charlotte Brontë Jane Eyre và vào vai Stacie Andree trong một bộ phim về Laurel Hester. Page đã có kế hoạch cho bộ phim mang tên Jack and Diane đối lập Olivia Thirlby, hợp tác với ngôi sao đóng cùng trong Juno nhưng vào tháng 8 năm 2009 vai diễn này trong phim được giao cho nữ diễn viên Alison Pill. Page cũng đã thảo luận với Heath Ledger ý tưởng về The Queen's Gambit trước khi Heath Ledger qua đời trong tháng 1 năm 2008. Page đã làm chủ trì trong Saturday Night Live vào 1 tháng 3 năm 2008 và vào 3 tháng 5 năm 2009 anh là khách mời đóng vai chính trong các tập "Waverly Hills 9-0-2-1-D'oh" của loạt phim hoạt hình The Simpsons như là một nhân vật tên là Alaska Nebraska, một sự bắt chước hài hước của Hannah Montana.

## Cuộc sống cá nhân
Page cư trú ở quê hương Halifax của mình  và có một con chó tên là Patti. Anh dễ bị mộng du và nói chuyện trong giấc ngủ. Trong năm 2008, Page là một trong 30 nhân vật nổi tiếng đã tham gia một loạt quảng cáo trực tuyến cho U.S. Campaign for Burma, kêu gọi chấm dứt chế độ độc tài quân sự tại Myanma.. Anh miêu tả mình là một người ủng hộ nữ quyền. Mùa thu 2008, anh tham gia dự án sinh thái Permaculture tại Lost Valley Educational Center.. Lúc nhỏ, Page đi học tại trường Phật giáo. Anh thực hành thiền và tập yoga. Page ăn chay trường, anh cùng nam diễn viên Jared Leto được PETA bầu chọn là những người ăn chay gợi cảm nhất vào năm 2014. Anh là một người vô thần.
Ngày 14 tháng 2 năm 2014, Page tiết lộ mình là người đồng tính trong bài phát biểu tại 1 hội nghị về chiến dịch Nhân quyền ở Las Vegas
Vào tháng 1 năm 2018, Page bất ngờ tuyên bố kết hôn với vũ công kiêm biên đạo múa Emma Portner
Vào ngày 1 tháng 12 năm 2020, Page công bố mình là người chuyển giới nam, chỉ rõ đại từ xưng hô cho mình là anh/họ, và công khai tên mới của mình là Elliot Page.

## Danh sách phim
Điện ành
| Năm  | Phim                                      | Vai diễn                | Ghi chú |
| ---- | ----------------------------------------- | ----------------------- | --- |
| 1997 | Pit Pony                                  | Maggie Maclean          | Bộ phim truyền hình |
| 2002 | Marion Bridge                             | Joanie                  | ACTRA Maritimes Award for Outstanding Female Performance |
| 2002 | The Wet Season                            | Jocelyn                 | Phim ngắn |
| 2003 | Ghost Cat                                 | Natalie Merritt         | Bộ phim truyền hình Gemini Award for Best Performance in a Children's or Youth Program or Series |
| 2003 | Touch & Go                                | Trish                   | |
| 2003 | Homeless to Harvard: The Liz Murray Story | Young Lisa              | Bộ phim truyền hình |
| 2003 | Going for Broke                           | Jennifer                | Bộ phim truyền hình |
| 2003 | Love That Boy                             | Suzanna                 | |
| 2004 | I Downloaded a Ghost                      | Stella Blackstone       | Bộ phim truyền hình |
| 2004 | Wilby Wonderful                           | Emily Anderson          | Atlantic Film Festival Atlantic Canadian Award for Outstanding Performance by an Actor - Female |
| 2005 | Hard Candy                                | Hayley Stark            | Austin Film Critics Association Award for Best Actress Nominated — Chlotrudis Award for Best Actress Nominated — Empire Award for Best Female Newcomer Nominated — Online Film Critics Society Award for Best Breakthrough Performance |
| 2005 | Mouth to Mouth                            | Sherry                  | |
| 2006 | X-Men: The Last Stand                     | Katherine "Kitty" Pryde | |
| 2007 | An American Crime                         | Sylvia Likens           | |
| 2007 | The Tracey Fragments                      | Tracey Berkowitz        | Atlantic Film Festival Canadian Award for Best Actress Vancouver Film Critics Circle Award for Best Actress Nominated — Genie Award for Best Performance by an Actress in a Leading Role |
| 2007 | Juno                                      | Juno MacGuff            | Austin Film Critics Association Award for Best Actress Central Ohio Film Critics Association Award for Best Actress Chicago Film Critics Association Award for Best Actress Florida Film Critics Circle Award for Best Actress Florida Film Critics Circle Pauline Kael Breakout Award Independent Spirit Award for Best Lead Female Las Vegas Film Critics Society Award for Best Actress National Board of Review Award for Best Breakthrough Performance - Female Toronto Film Critics Association Award for Best Actress Nominated — Academy Award for Best Actress Nominated — BAFTA Award for Best Actress in a Leading Role Nominated — Broadcast Film Critics Association Award for Best Actress Nominated — Chlotrudis Award for Best Actress Nominated — Empire Award for Best Actress Nominated — Golden Globe Award for Best Actress – Motion Picture Musical or Comedy Nominated — National Movie Award for Best Performance - Female Nominated — Online Film Critics Society Award for Best Actress |
| 2007 | The Stone Angel                           | Arlene                  | |
| 2008 | Smart People                              | Vanessa Wetherhold      | |
| 2009 | Whip It!                                  | Bliss Cavendar          | |
| 2009 | Peacock                                   | Maggie                  | |
| 2010 | Inception                                 | Ariadne                 | Đoạt giải – "MTV Movie Award for Best Frightened Performance |
| 2010 | Super                                     | Libby / Boltie          | |
| 2012 | To Rome with Love                         | Monica                  | |
| 2013 | The East                                  | Izzy                    | |
| 2013 | Touchy Feely                              | Jenny                   | |
| 2014 | X-Men: Days of Future Past                | Kitty Pryde / Shadowcat | Đề cử giải – "Teen Choice Award for Choice Movie". |
| 2014 | Tiny Detectives                           | Ellen                   | Phim ngắn |
| 2015 | Into the Forest                           | Nell                    | |
| 2015 | Freeheld                                  | Stacie Andree           | |
| 2016 | Tallulah                                  | Tallulah                | |
| 2017 | Flatliners                                | Courtney                | |

Truyền hình
| Năm       | Tiêu đề             | Vai diễn             | Ghi chú                                                                      |
| --------- | ------------------- | -------------------- | ---------------------------------------------------------------------------- |
| 1999-2000 | Pit Pony            | Maggie Maclean       | Twenty-nine episodes, main character                                         |
| 2002      | Rideau Hall         | Helene               | "Pilot"                                                                      |
| 2001-2002 | Trailer Park Boys   | Treena Lahey         | Five episodes, recurring character                                           |
| 2004      | ReGenesis           | Lilith Sandström     | Eight episodes, recurring character Gemini Award for Best Supporting Actress |
| 2008      | Saturday Night Live | Host                 |                                                                              |
| 2009      | The Simpsons        | Alaska Nebraska      | "Waverly Hills 9-0-2-1-D'oh", guest star                                     |
| 2011      | Glenn Martin, DDS   | Robot (lồng tiếng)   |                                                                              |
| 2012      | Family Guy          | Lindsey (lồng tiếng) |                                                                              |
| 2016      | Gaycation           | chủ trì              |                                                                              |

## Giải thưởng và đề cử
- BAFTA
  - Nominated for the 2008 Orange Rising Star Award[40][41]